# Canal d'Ille-et-Rance
 (mars 2025).

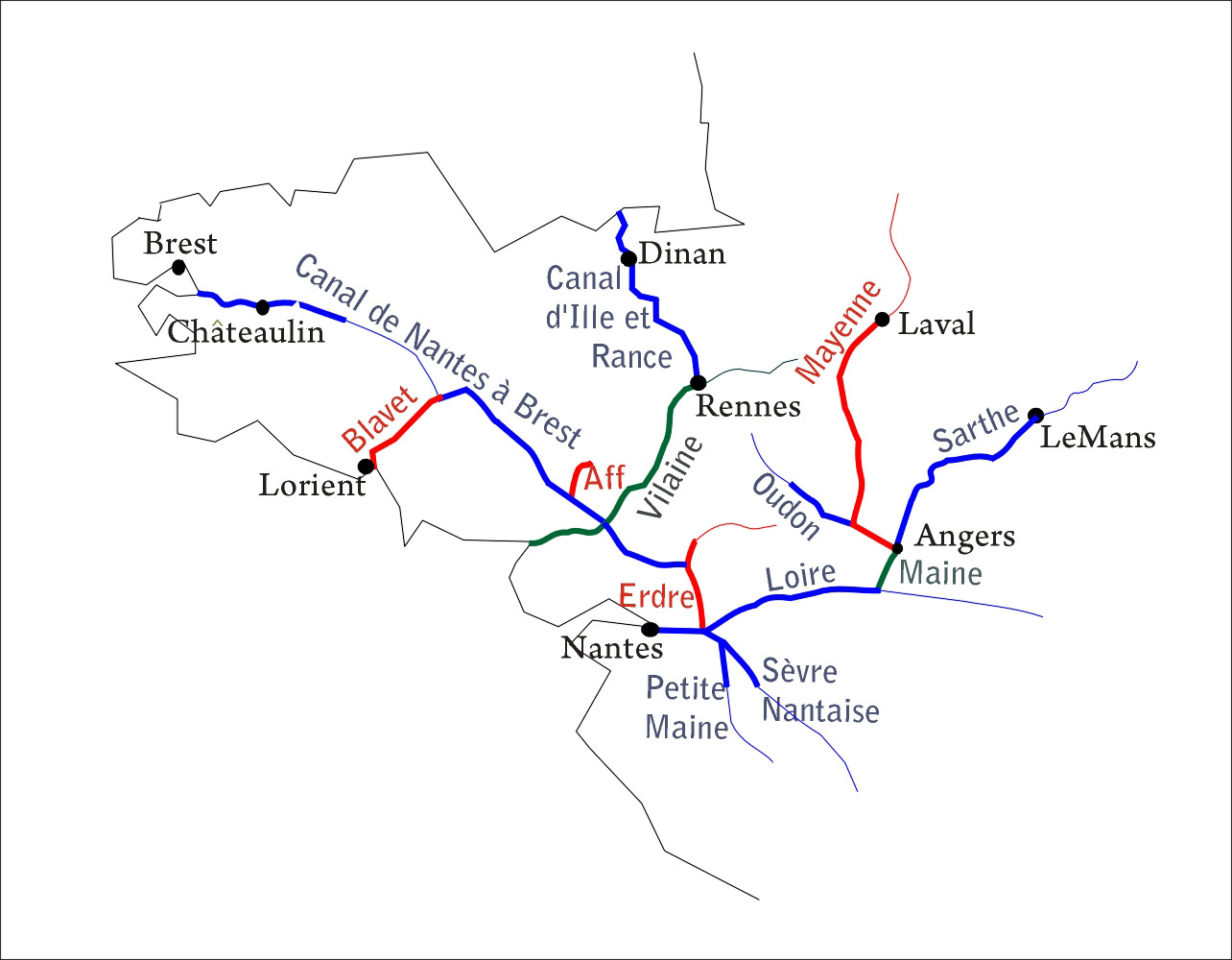
Carte des voies navigables en Bretagne. Le canal d'Ille-et-Rance est un canal à bief de partage.

Le canal d'Ille-et-Rance est un canal français à petit gabarit qui relie les villes de Rennes et de Saint-Malo.
Il a pour départ l'écluse du « Mail » à Rennes et se termine à l’écluse du « Châtelier » à Saint-Samson-sur-Rance dans les Côtes-d’Armor.
Il est constitué des trois tronçons principaux :
- Un premier tronçon, entre Rennes et Montreuil-sur-Ille, est constitué du lit de l’Ille sur 30 km, depuis sa jonction avec la Vilaine à Rennes ;
- Le deuxième tronçon, entre Montreuil-sur-Ille et Évran, est un canal artificiel reliant la rivière l'Ille au fleuve de la Rance : il a la particularité d'avoir 11 écluses très rapprochées sur 2,2 km, en franchissant le bief de partage de Bazouges-sous-Hédé ;
- Un dernier tronçon aménagé part d'Évran, suit le cours de la Rance pour rejoindre son estuaire à Lyvet, sur 18 km : il emprunte le lit de la Rance depuis Évran jusqu'à Saint-Malo.

Enfin l'estuaire de la Rance mène à Saint-Malo, via le barrage de l'Usine marémotrice de la Rance.
La construction de ce canal a débuté sous Napoléon Ier. Aujourd’hui, sa longueur totale est de 84,8 km. Il traverse vingt-huit communes, dont seize en Ille-et-Vilaine, et douze dans les Côtes-d'Armor. Deux autres communes sont concernées car elles comportent, chacune sur leur territoire, un plan d'eau important servant de réserve pour l'alimentation du canal : Feins avec l'étang de boulet et Gosné. À ces trente communes, il faut ajouter les 13 communes riveraines de l'estuaire de la Rance maritime. La construction de cet ouvrage hydraulique, permet, si l'on ajoute la Vilaine canalisée, de relier la Manche à l'océan Atlantique. L'ensemble, appelé canal Manche-Océan, long de 222 km, comporte 61 écluses.

## Histoire

### Des projets abandonnés
L'idée d'ouvrir une voie de navigation intérieure en Bretagne date du XVIe siècle. Ce furent les différents blocus maritimes, imposés depuis 1688[réf. souhaitée] sous le règne de Louis XIV qui amenèrent les États de Bretagne à faire étudier la mise en place d’un réseau de canaux, en Bretagne, ainsi que dans le Maine, par une commission spéciale créée fin 1782 : la commission intermédiaire pour la navigation intérieure de la province.
Cependant que plusieurs projets visant à relier l´Atlantique et la Manche sont élaborés au cours du XVIIIe siècle :
- L´ingénieur breton Joseph Abeille conçoit le premier projet en 1730 : il propose de faire un canal entre Rennes et Saint-Malo par l'Ille et la Rance, ce canal prolongeant celui sur la Vilaine entre Redon et Rennes permettait de relier l'océan Atlantique à la Manche ;
- Le comte François Joseph de Kersauzon en 1746 est également favorable à cette liaison dans un second projet, pour lequel il démontre la nécessité économique de la liaison Vilaine-Rance, avec un coût des travaux estimé : 3 millions de livres ;
- Le comte Pierre Marie Rosnyvinen de Piré, ancien enseigne de vaisseaux, rédige en 1783 un mémoire sur les avantages de la construction d'un réseau de canaux en Bretagne, arguant du mauvais états des routes, et des différents blocus maritimes imposés par les Anglais. De ces trois projets non réalisés, celui de Rosnyvinen de Piré apparaît sur le plan Caze de la Bove de 1783, revu en 1806.

En 1783, l'ingénieur des ponts et chaussées Joseph Liard (1747 -1832), est nommé en Bretagne, il élabore, sous les ordres d'Antoine Chézy, Inspecteur général des Pont-et-Chaussées pour la Bretagne, des projets de canal de la Vilaine à la Rance et organise les travaux de navigation de la Vilaine entre Rennes et Redon. Il est notamment l'auteur du Mémoire de M. Liard, ingénieur des ponts et chaussées de France, contenant le détail des ouvrages nécessaires pour la jonction de la Villaine avec la Rance, par les rivières de l'Isle et du Linon, réunis a la Commission de la Navigation Intérieure de Bretagne, le 15 octobre 1784. Partant de cette idée, cette commission présente au roi Louis XVI, le 31 octobre 1784, une carte générale des projets étudiés qu'elle lui commente. Le roi décide du tracé à retenir pour le canal devant relier les rivières Vilaine et Rance, pour permettre la navigation entre Rennes et Saint-Malo, et de poursuivre par la Vilaine, réalisant ainsi la liaison Manche-Océan. En 1786, l'ingénieur des ponts et chaussées Nicolas Brémontier, (1738-1809), proposa un projet de canal reliant la Rance à la Vilaine par le Meu, cependant son projet ne fut pas retenu. La Révolution française ne permit pas le démarrage des travaux, et il fallut attendre le tout début du XIXe siècle, pour convaincre le consul Napoléon Bonaparte de l'intérêt de débloquer ce projet.

### Réalisation du canal

#### Histoire du chantier
Le 28 décembre 1803, le projet de Joseph Liard est adopté par le Conseil Supérieur des ponts et chaussées. Les travaux sont ordonnés par l'Arrêt consulaire du 21 pluviôse an XI (11 février 1804) à la suite de nouvelles menaces de blocus maritime par l'Angleterre. C’est à François Luczot de La Thébaudais alors en poste à Besançon, qu’est confiée la mission de diriger les travaux du canal d’Ille-et-Rance. Il rejoint sa nouvelle affectation en Ille-et-Vilaine, sous les ordres de l’ingénieur en chef Anfray fils, au mois d’avril 1804. Le chantier démarre à Hédé le 12 juin 1804.
Le chantier de l’échelle d’écluses de Hédé, qui dure neuf ans, est réceptionné par Luczot de La Thébaudais en octobre 1817, juste à temps pour permettre à Louis-Antoine d'Artois alors duc d’Angoulême, fils du futur Charles X, de visiter les lieux en compagnie de l’ingénieur qui assure, en plus de son service, l’intérim de l’ingénieur en chef Anfray, frappé d’hémiplégie.
Les travaux s'échelonnèrent entre le printemps 1804 - ils commencèrent exactement le 12 juin 1804 sur la commune d’Hédé et s’étendent rapidement au point central de partage, sur les communes de Guipel, Dingé et Bazouges sous Hédé, et l'automne 1832. Ils sont en grande partie ralentis par les dépenses de guerre et les évolutions des rapports diplomatiques entre la France et l'Angleterre. En 1815, les travaux sont presque achevés, mais la paix revenue et le blocus levé, le canal n'a plus d'intérêt militaire. Les travaux sont arrêtés pendant six ans, de 1816 à 1822, puis reprennent avec la nomination du rennais Camille-Jean Maugé, ingénieur des ponts et chaussées. Le chantier est terminé le 10 juin 1832, jour où a lieu la première navigation d'essai. Le canal est officiellement ouvert le 5 octobre 1832 : son ouverture à la navigation a cependant lieu le 28 octobre 1832. Il aura fallu un peu plus de 28 ans pour que l’ouvrage long de 84,802 km se termine enfin en 1832, pour un coût total de 14.226.799 Francs soit un peu plus 1 milliard d’euros du XXIe siècle.

#### Organisation du travail et conditions sociales: une main d’œuvre essentiellement locale
Les travaux employèrent presque uniquement des ouvriers locaux, ainsi 1 400 ouvriers sont employés sur le bief de partage. Ces travailleurs locaux effectuent aussi des travaux ruraux. Les journées de travail sont de 10h l’hiver jusqu’à 16h l’été. Quelques dizaines d'insoumis et de déserteurs des armées sont employés de 1806 à 1810. On sait seulement que 292 hommes du 9e bataillon de prisonniers espagnols participent aux travaux. Ils ne restent que 110 jours sur le chantier. La préfecture donne des instructions en ce qui concerne leur tenue et leur nourriture. Certains prétendent que l’on aurait fait venir des bagnards de Brest étant donné la grande pénibilité des travaux par endroits.

#### Achèvement du canal
Lors de l’achèvement du canal d'Ille-et-Rance, en 1834, il fut décidé à Rennes que comme complément de cette réalisation, qu'en même temps que la jonction de la Vilaine à la Mayenne canal Mayenne-Vilaine, il serait procédé à l’ouverture des quais. Ce projet commence par l'ouverture du canal du Mail-Donges et la construction de l’Écluse de la Chapelle-Boby à Rennes, mais restera en l'état, et jamais terminé.

### Fonctionnement et vie du canal

#### Guipel, ligne de partage des eaux
À Guipel, le canal franchit la ligne de partage des eaux entre les bassins de la Rance (Manche) et de la Vilaine (golfe de Gascogne). Ce bief de partage est la partie la plus élevée du canal (65,36 mètres). La construction du canal et la situation stratégique de Guipel ont influencé durablement le développement de la commune puisqu'à cette époque, la municipalité entreprend de grands travaux : construction d’une église, d’un presbytère et d’une école publique de garçons.

##### Le «Camp» à Guipel
Le lieu-dit « Le Camp » qui subsiste sur le territoire de Guipel tire son origine de la construction du canal. C’est à cet endroit qu’est érigé, non loin du bâtiment où logent les entrepreneurs, et qui abrite les ingénieurs, un édifice qui reçoit aussi : les prisonniers, déserteurs et insoumis de l’armée napoléonienne ainsi que leurs gardiens. La cuisine qui alimente tous ces hommes se trouve aussi dans l’enceinte.

##### Le bief de Guipel et l'hydrographie
Deux plans d’eau importants servent depuis l’origine de réserve pour l’alimentation et la régulation du canal. Un plan d’eau situé à Gosné alimente le canal via l’Illet et celui de Feins par la rigole du Boulet. À noter que les réserves d’eau de Feins, d’Hédé, Bazouges, de la Bézardière et de la Plouzière ont été creusées simultanément à la construction de la saignée prévue à usage militaire.
Le bief de partage est long de 7,1 km (étang du Boulet à Feins).
Côté Ille : 20 écluses permettant de franchir un dénivelé de 42,23 m.
Côté Rance : 28 écluses permettant de franchir un dénivelé de 62,70 m jusqu'au niveau de la mer. Ce côté comprend l'échelle d'écluses de Hédé comprenant 11 écluses pour franchir un dénivelé de 27,06 m sur une distance d'environ 2 161 m.

#### L'alimentation en eau du canal

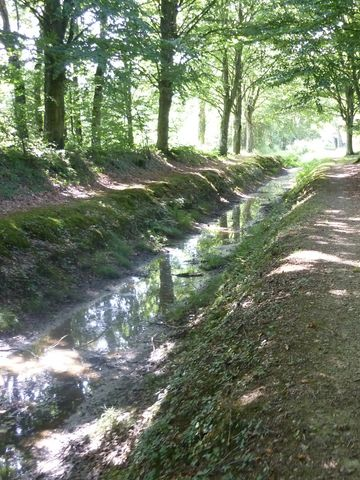
Rigole de Bouet.

L'alimentation en eau se fait à partir des réservoirs de Hédé (400 000 m3), Bazouges (1 230 000 m3), Boulet à Feins (3 500 000 m3), La Bézardière à Hédé (250 000 m3), Ouée à Gosné (1 400 000 m3) et 8 rigoles d'alimentation d'une longueur totale de 28,789 km:
- rigole de Boulet : 17 km
- rigole de Lendehuan : 3 km
- rigole de Tanouarn : 0,63 km
- rigole de Guénaudière : 0,92 km
- rigole de Hédé : 2,704 km
- rigole de Chesnay-Piguelais : 1,6 km
- rigole Du Mottay : 1,1 km
- rigole de Pont de Mer : 1,835 km

### L'économie autour du canal

#### La fin du trafic marchand: un lent déclin économique
Tout au long du XIXe siècle et durant les trois premières décennies du XXe siècle, le canal va remplir une vocation marchande. Les péniches chargent et déchargent du charbon, des matériaux de construction, de la chaux (notamment à Saint-Germain-sur-Ille où fonctionnent des fours à chaux), du bois à brûler, des métaux, des produits industriels ainsi que des produits agricoles (grains, pommes, vin, cidre) dans les petits ports situés entre Dinan et Rennes.
Entre 1860 et 1880, c'est de 1100 à 1800 passages de bateaux par an et le transport de marchandises qui s’élève à 150 000 tonnes. Le 26 avril 1857, le train fait sa première apparition en gare de Rennes. La ligne Rennes-Saint-Malo ouvre en 1864 aussi à partir de 1911, le volume de marchandises transportées sur le canal ne cesse de décliner.
À partir de 1923, les progrès du chemin de fer diminuent grandement le « fret » par voie d’eau (douce) entre Rennes et la Manche. Ce déclin sera accentué par le développement, après guerre, des axes routiers et des camions ainsi que par la construction du barrage de la Rance à partir de 1960.

#### Le tourisme fluvial: renouveau du canal
À la fin du XXe siècle, les péniches ont laissé place aux pêcheurs, promeneurs, sportifs. Disparus Gabares et chalands, le canal n’ouvre plus ses écluses qu’aux plaisanciers. 1972 voit le dernier transport de marchandises. La plaisance se développe à cette époque, les amateurs fluviaux découvrent les canaux, le tourisme va alors donner une nouvelle jeunesse au canal.

#### Un canal comme patrimoine
Le canal est concédé en 1979 par l'État aux départements d’Ille-et-Vilaine et des Côtes-du-Nord (le département a pris le nom de Côtes-d’Armor le 27 février 1990). La Maison du canal d'Ille-et-Rance ouvre à Guipel et fait découvrir l'histoire du canal.

## Géographie
La plus grande partie de son cours est constituée du lit de l’Ille qui alimente naturellement le canal en eau dans sa partie aval jusqu’à Rennes. L'Ille reçoit également les eaux de petites rivières comme l’Illet, petite Ille, à Saint-Grégoire aux portes de Rennes et qui est la base d’une station réputée nationalement pour les sports nautiques. Cette partie aval de l’Ille, affluent naturel de la Vilaine a été canalisée à partir du bief des écluses d’Hédé qui donnent accès au canal artificiel reliant l’Ille à la Rance. Le canal en amont de ce bief est alimenté en eau par des rigoles, fossés et ruisseaux artificiels détournant notamment l’eau de l’étang d’Hédé.
L’Ille canalisée poursuit son cours jusqu'au confluent avec la Vilaine à Rennes et est alimentée en eau par l’ouvrage ; cette partie est desservie également par quelques écluses. Puis la Vilaine elle-même suit un cours plus naturel, passant en sortie de Rennes dans une zone inondable naturelle préservée, comportant de nombreux bras et plans d’eau, via un des bras aménagé pour éviter les hauts fonds en période sèche et faciliter la navigation, mais aussi pour gérer les périodes de crue de la Vilaine, qui autrement affecteraient souvent le bas de son cours (notamment près de Redon) lui aussi aménagé pour réguler son hydrographie et permettre la navigation presque en toute saison de Nantes à Rennes, soit le long de la côte Atlantique, soit via le canal de Nantes à Brest qui croise la Vilaine près de Redon.
Le canal mesure 84 km de la Vilaine à la Manche. C'est un canal de jonction, dont le bief de partage se trouve tout en haut de l'échelle des 11 écluses de Hédé, à une altitude de 65,35 mètres. Les ouvriers effectuèrent des travaux de terrassement, sur environ 84 km, et des rigoles d'alimentation en eau, qui se traduisirent par au moins 2 500 000 mètres3 de déblais, et presque autant de remblais.

## Les ouvrages d'arts
Plus de 260 ouvrages d'arts ponctuent ce canal, dont : 48 écluses : les sas des écluses ont 4,7 mètres de largeur entre les bajoyers (parois latérales d’une chambre d’écluse) et 26,3 mètres de longueur entre le sommet de l’arc du mur de chute et l’enclave des portes d’aval, le granit servant à la construction des écluses est extrait des carrières de Louvigné-du-Désert ; autant de maisons-éclusières - à trois travées, les maisons éclusières sont érigées parallèlement à l’avancée des travaux, celles de style napoléonien, marquées par un décrochement de la façade en retrait pour la travée centrale, sont érigées sur deux niveaux d'étage alors que celles érigées sous la Restauration sont de plain-pied ; et de nombreux ponts dont plusieurs d'époque.
Jusqu'à la fin du XIXe siècle, la chute maximale des écluses ne dépasse guère 4 m, car le système de vannes plates ne fonctionne plus sous une pression trop forte. Aussi à Hédé-Bazouges, les écluses s’alignent, formant une étonnante perspective : en recourant à ce défi technique que constitue le franchissement en bateau d'un dénivelé de 27 mètres, et cette succession de 11 écluses, séparées de seulement 183 à 319 mètres entre elles, assure la transition du canal d'Ille-et-Rance de chaque côté des bassins versants de la Rance et de la Vilaine, sur un peu plus de 2 km.
Au total, le canal d'Ille-et-Rance Manche Océan Nord comprenant outre le canal d'Ille-et-Rance lui-même la Vilaine au sud et l'Estuaire de la Rance,compte 61 écluses sur plus de 144 km.
| Numéro | Nom                                      | Localisation           | Point kilométrique | Coordonnées                 | Notice               |
| ------ | ---------------------------------------- | ---------------------- | ------------------ | --------------------------- | -------------------- |
| 1      | Écluse du Mail                           | Rennes                 | 0,000              | 48° 06′ 38″ N, 1° 41′ 10″ O | Notice no IA35027082 |
| 2      | Écluse de Saint-Martin                   | Rennes                 | 1,375              | 48° 07′ 16″ N, 1° 40′ 55″ O | Notice no IA35027031 |
| 3      | Écluse de Robinson                       | Saint-Grégoire         | 5,610              | 48° 09′ 02″ N, 1° 40′ 46″ O | Notice no IA35014240 |
| 4      | Écluse de Charbonnière                   | Saint-Grégoire         | 7,205              | 48° 09′ 08″ N, 1° 39′ 36″ O |                      |
| 5      | Écluse du Gacet                          | Betton                 | 9,903              | 48° 09′ 58″ N, 1° 40′ 02″ O | Notice no IA35014372 |
| 6      | Écluse du Haut-Chalet                    | Betton                 | 12,606             | 48° 10′ 20″ N, 1° 38′ 36″ O | Notice no IA35014454 |
| 7      | Écluse des Brosses                       | Betton                 | 15,749             | 48° 11′ 49″ N, 1° 37′ 59″ O | Notice no IA35014363 |
| 8      | Écluse de Grugedaine                     | Chevaigné              | 18,049             | 48° 12′ 40″ N, 1° 38′ 20″ O | Notice no IA35037660 |
| 9      | Écluse des Cours                         | Chevaigné              | 20,418             | 48° 13′ 32″ N, 1° 38′ 26″ O | Notice no IA35037594 |
| 10     | Écluse de Fresnay                        | Melesse                | 21,826             | 48° 14′ 11″ N, 1° 38′ 57″ O | Notice no IA35038472 |
| 11     | Écluse de Saint-Germain                  | Melesse                | 23,905             | 48° 14′ 54″ N, 1° 40′ 03″ O | Notice no IA35038571 |
| 12     | Écluse de Bouessay                       | Melesse                | 24,792             | 48° 15′ 19″ N, 1° 40′ 01″ O | Notice no IA35038553 |
| 13     | Écluse de Saint-Médard-sur l'Ille        | Saint-Médard-sur-Ille  | 27,273             | 48° 16′ 22″ N, 1° 39′ 53″ O | Notice no IA35037276 |
| 14     | Écluse du Dialay                         | Saint-Médard-sur-Ille  | 28,111             | 48° 16′ 41″ N, 1° 40′ 17″ O |                      |
| 15     | Écluse d'Ille                            | Montreuil-sur-Ille     | 30,478             | 48° 17′ 47″ N, 1° 40′ 23″ O |                      |
| 16     | Écluse de Haute-Roche                    | Montreuil-sur-Ille     | 31,051             | 48° 18′ 02″ N, 1° 40′ 34″ O |                      |
| 17     | Écluse de Lengager                       | Montreuil-sur-Ille     | 32,044             | 48° 18′ 16″ N, 1° 41′ 09″ O |                      |
| 18     | Écluse de Chanclin                       | Montreuil-sur-Ille     | 32,799             | 48° 18′ 35″ N, 1° 41′ 17″ O |                      |
| 19     | Écluse de Courgalais                     | Montreuil-sur-Ille     | 33,513             | 48° 18′ 48″ N, 1° 41′ 40″ O |                      |
| 20     | Écluse de Villemorin                     | Guipel                 | 34,236             | 48° 18′ 57″ N, 1° 42′ 12″ O |                      |
| 21     | Écluse de la Sagerie                     | Hédé-Bazouges          | 41,365             | 48° 18′ 01″ N, 1° 46′ 38″ O | Notice no IA35039696 |
| 22     | Écluse Malabrie                          | Hédé-Bazouges          | 41,563             | 48° 18′ 01″ N, 1° 46′ 46″ O | Notice no IA35039693 |
| 23     | Écluse de la Pêchetière                  | Hédé-Bazouges          | 41,757             | 48° 18′ 04″ N, 1° 46′ 55″ O | Notice no IA35039690 |
| 24     | Écluse de la Charronnerie                | Hédé-Bazouges          | 41,950             | 48° 18′ 07″ N, 1° 47′ 03″ O | Notice no IA35039687 |
| 25     | Écluse de la Parfraire ou de la Palfrère | Hédé-Bazouges          | 42,148             | 48° 18′ 10″ N, 1° 47′ 12″ O | Notice no IA35039684 |
| 26     | Écluse no 26 ou no 6                     | Hédé-Bazouges          | 42,337             | 48° 18′ 13″ N, 1° 47′ 20″ O | Notice no IA35039680 |
| 27     | Écluse de la Jaunaie                     | Hédé-Bazouges          | 42,530             | 48° 18′ 16″ N, 1° 47′ 28″ O | Notice no IA35039677 |
| 28     | Écluse de la Madeleine                   | Hédé-Bazouges          | 42,728             | 48° 18′ 19″ N, 1° 47′ 37″ O | Notice no IA35039673 |
| 29     | Écluse de la Petite Madeleine            | Hédé-Bazouges          | 42,964             | 48° 18′ 23″ N, 1° 47′ 47″ O | Notice no IA35039669 |
| 30     | Écluse de la Guéhardière                 | Hédé-Bazouges          | 43,207             | 48° 18′ 26″ N, 1° 47′ 57″ O | Notice no IA35039666 |
| 31     | Écluse de la Dialais                     | Hédé-Bazouges          | 43,526             | 48° 18′ 31″ N, 1° 48′ 11″ O | Notice no IA35039663 |
| 32     | Écluse de la Moucherie                   | Tinténiac              | 45,362             | 48° 19′ 17″ N, 1° 48′ 52″ O |                      |
| 33     | Écluse no 33                             | Tinténiac              | 47,111             | 48° 19′ 51″ N, 1° 49′ 54″ O |                      |
| 34     | Écluse de la Gromillais                  | Québriac               | 48,867             | 48° 20′ 41″ N, 1° 50′ 08″ O |                      |
| 35     | Écluse de Gué Noëllan                    | Québriac               | 49,904             | 48° 21′ 09″ N, 1° 50′ 25″ O |                      |
| 36     | Écluse de Pont Houitte                   | Québriac               | 50,819             | 48° 21′ 32″ N, 1° 50′ 13″ O |                      |
| 37     | Écluse de Calaudry                       | Saint-Domineuc         | 54,588             | 48° 22′ 52″ N, 1° 51′ 11″ O |                      |
| 38     | Écluse de Couadan                        | Saint-Domineuc         | 56,562             | 48° 22′ 48″ N, 1° 52′ 14″ O |                      |
| 39     | Écluse du Gacet                          | Trévérien              | 60,522             | 48° 22′ 28″ N, 1° 54′ 59″ O |                      |
| 40     | Écluse de la Butte Jacquette             | Trévérien              | 60,875             | 48° 22′ 23″ N, 1° 55′ 15″ O |                      |
| 41     | Écluse des Islots                        | Trévérien              | 62,395             | 48° 22′ 40″ N, 1° 56′ 09″ O |                      |
| 42     | Écluse no 42                             | Évran                  | 66,390             | 48° 23′ 03″ N, 1° 58′ 51″ O | Notice no IA22017340 |
| 43     | Écluse de la Roche                       | Évran                  | 67,764             | 48° 23′ 06″ N, 1° 59′ 44″ O | Notice no IA22017347 |
| 44     | Écluse du Mottay                         | Évran                  | 69,961             | 48° 24′ 09″ N, 2° 00′ 25″ O | Notice no IA22017348 |
| 45     | Écluse de Boutron                        | Calorguen              | 71,849             | 48° 25′ 05″ N, 2° 00′ 52″ O |                      |
| 46     | Écluse de Pont-Perrin                    | Saint-Carné            | 74,131             | 48° 25′ 38″ N, 2° 01′ 38″ O |                      |
| 47     | Écluse de Léhon                          | Dinan                  | 76,835             | 48° 26′ 40″ N, 2° 02′ 22″ O |                      |
| 48     | Écluse du Châtelier                      | Saint-Samson-sur-Rance | 84,802             | 48° 29′ 29″ N, 2° 00′ 07″ O |                      |

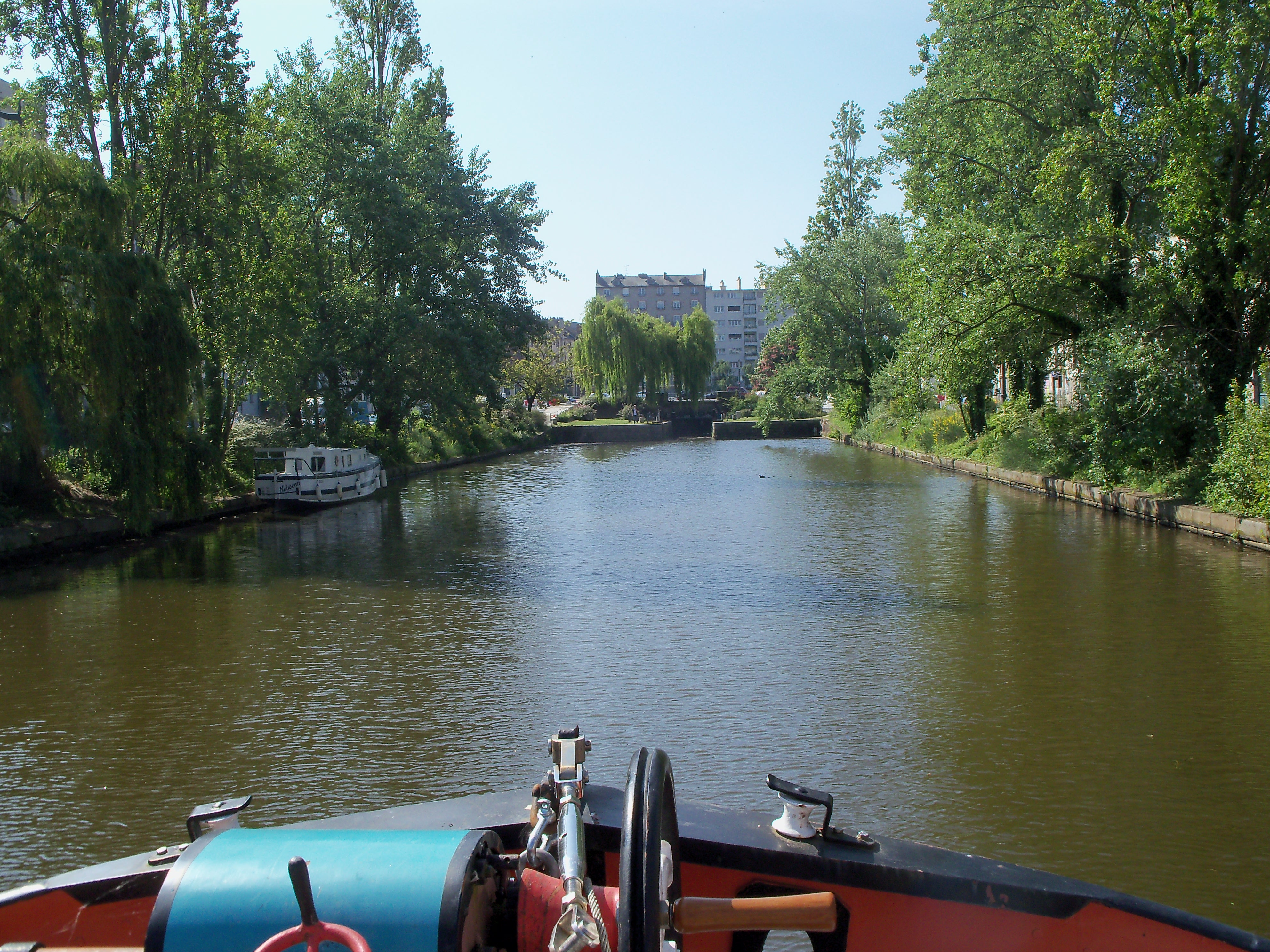
Port du mail au kilomètre 0 (Rennes).
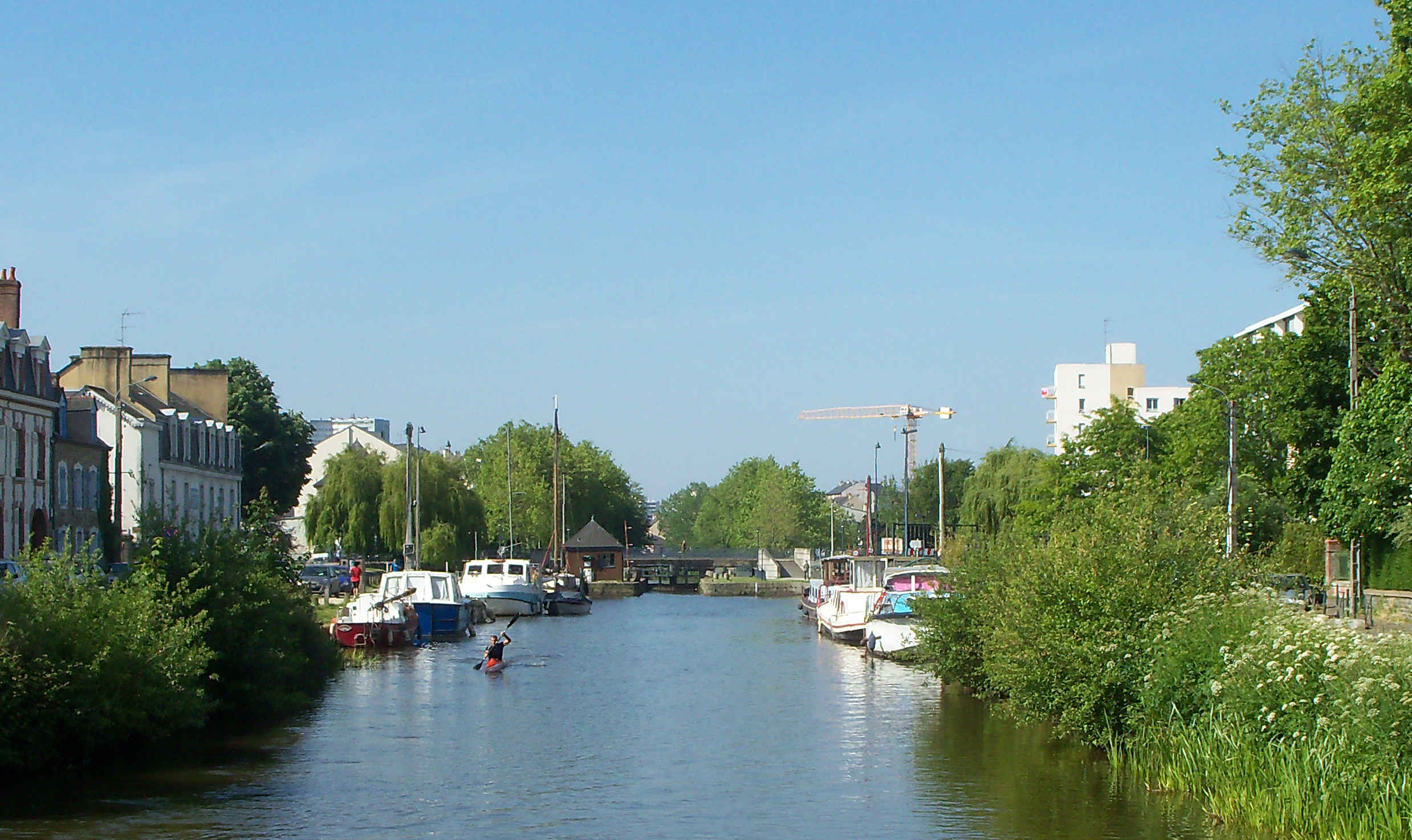
Écluse de Saint-Martin (Rennes)
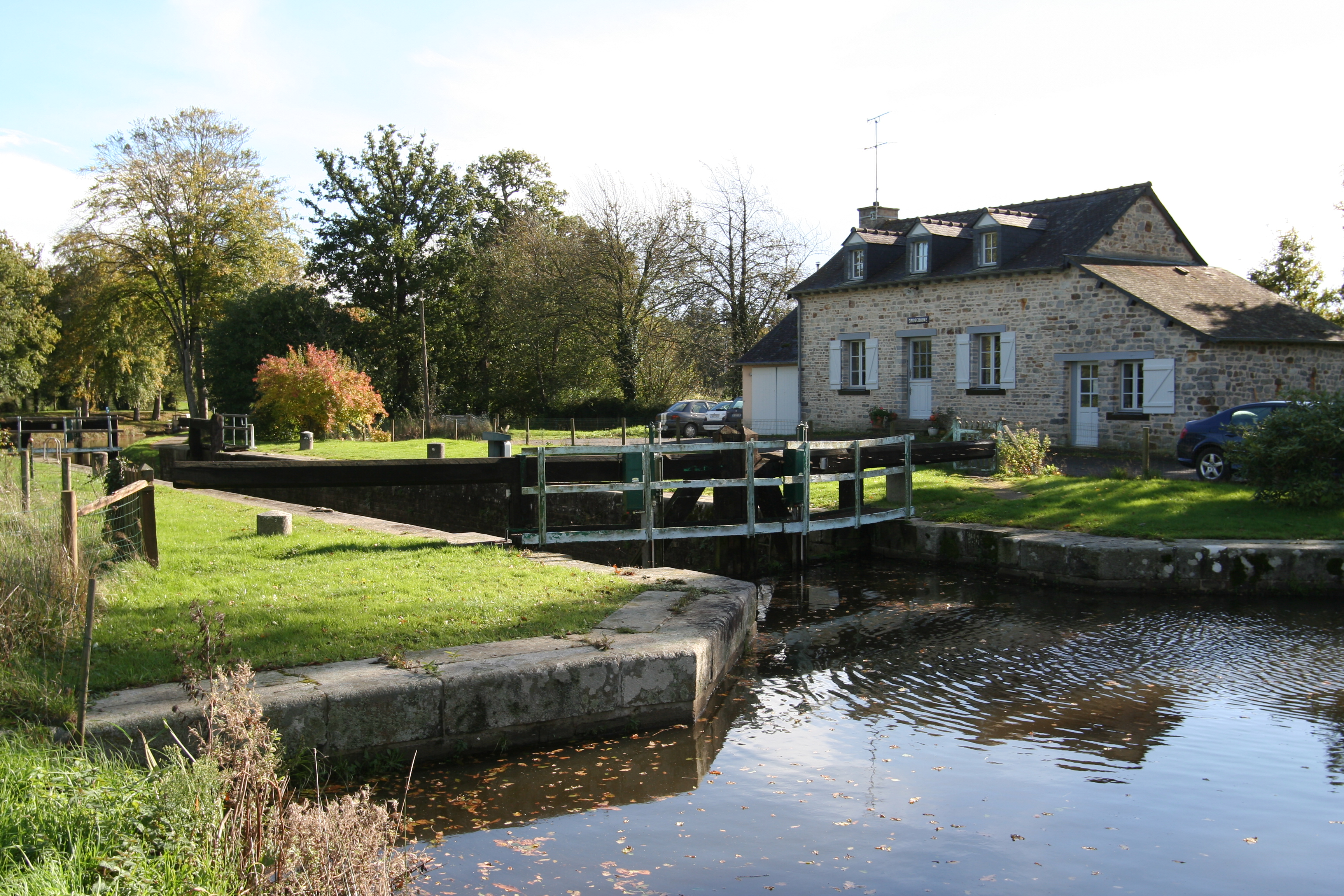
Écluse de Grugedaine (Chevaigné).
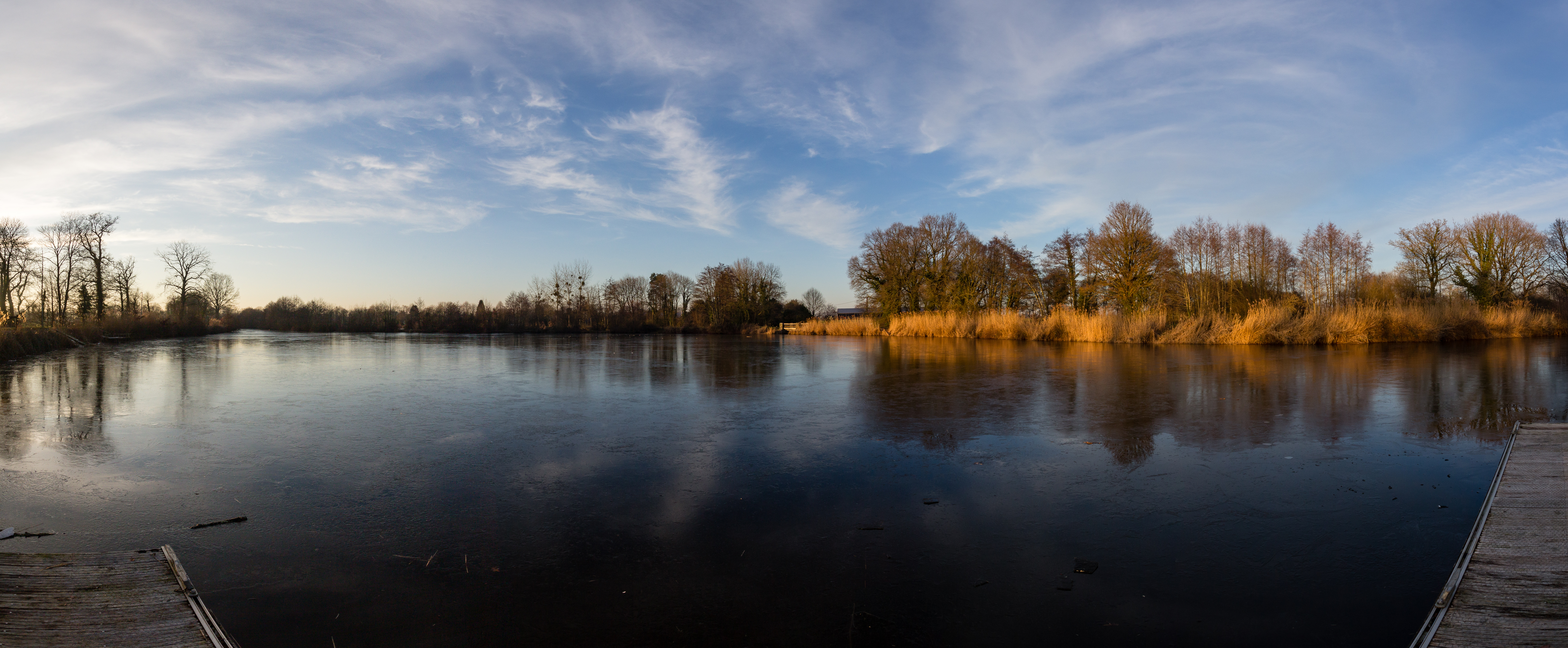
Bassin de Villemorin, bief de partage des eaux.
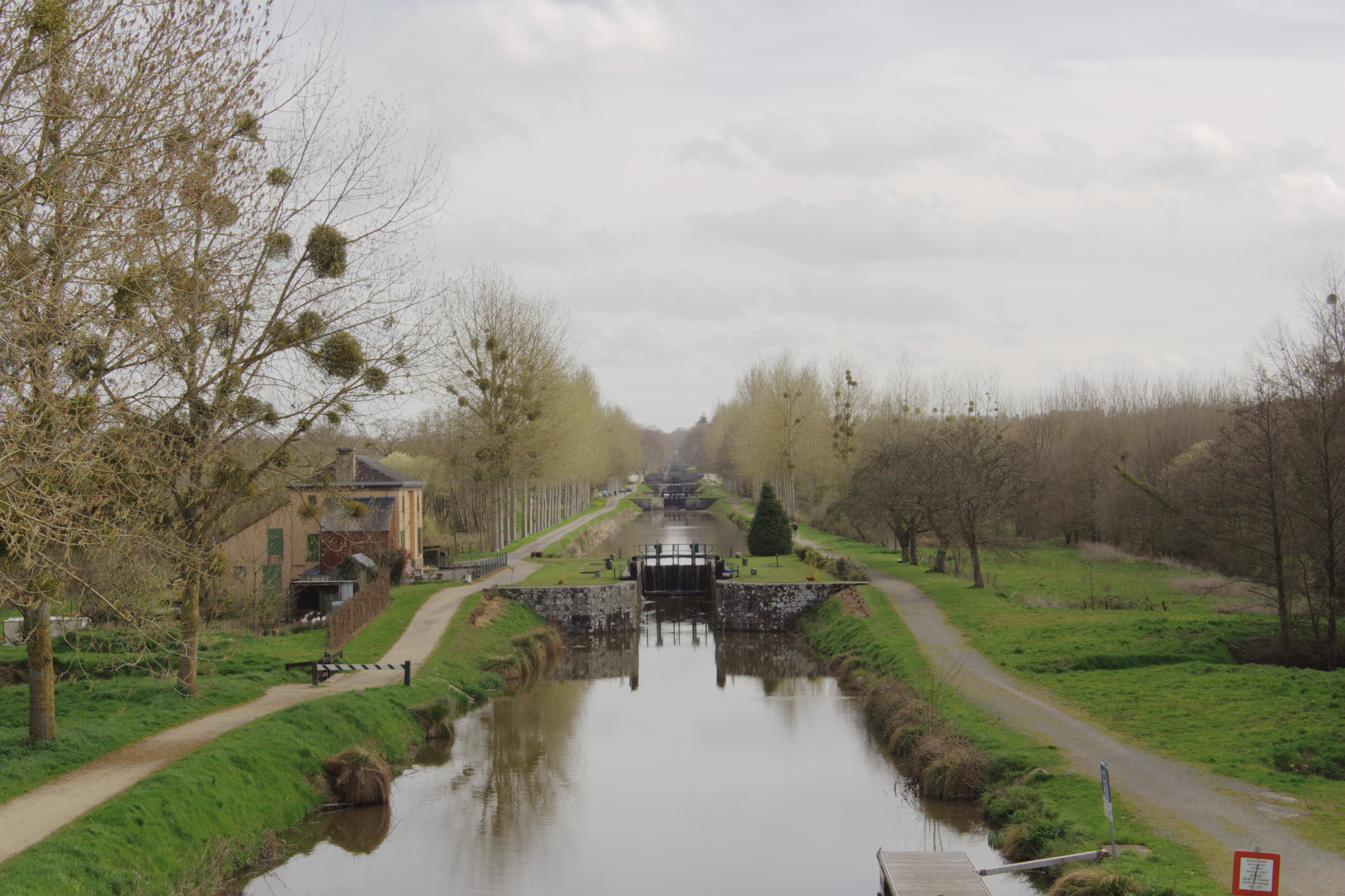
les 11 Écluses de Hédé-Bazouges.
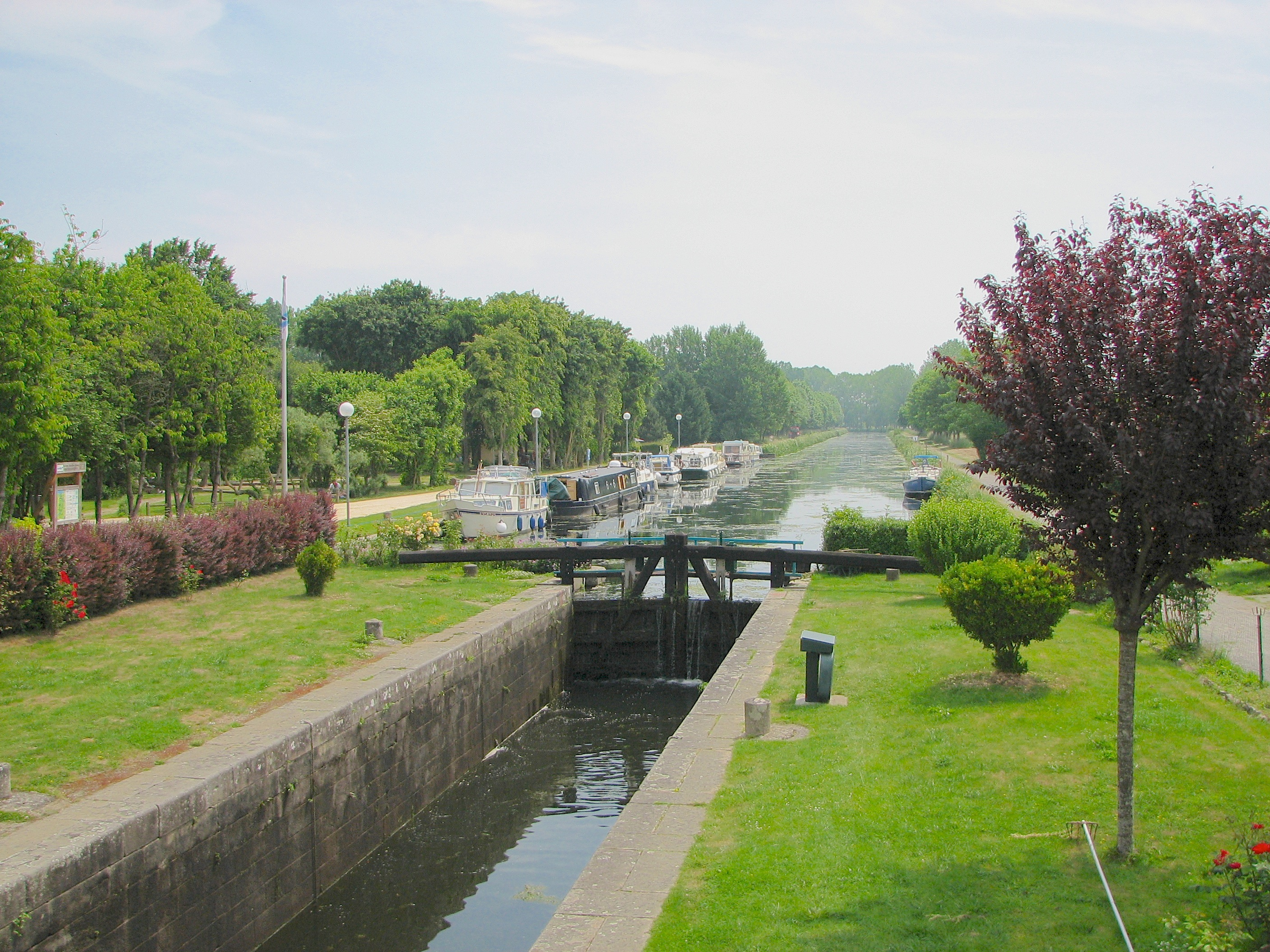
Écluse no 42 (Évran).
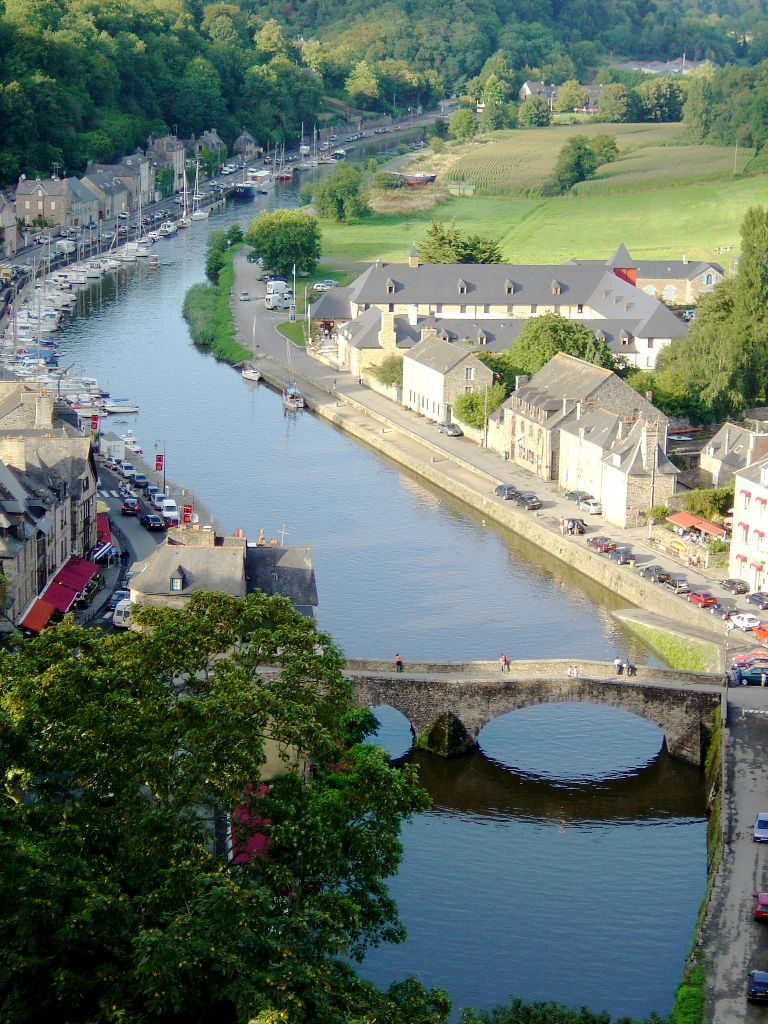
Port de Dinan.

## Navigation
Tout au long du XIXe siècle et durant les quatre premières décennies du XXe siècle, les modes de locomotion vont évoluer tout au long de cette période : voile dans l'estuaire de la Rance, halage (cheval ou âne). Les animaux appartiennent au marinier ou sont loués. Vers 1930, apparaissent des bateaux motorisés.
Le canal est aujourd'hui principalement utilisé par la navigation de plaisance. Ses abords sont équipés de commodités, indiquées par un affichage, et qui comprennent bornes électriques, points d'eau potable, cabines téléphoniques, sanitaires, aires de pique-nique, poubelles, campings, etc. Les écluses peuvent être franchies en été de 8 h 30 à 12 h 30 et de 13 h 30 à 18 h 30, l'hiver la dernière ouverture se fait à 18 h. Les vedettes de transport en commun sont prioritaires, les petites embarcations passent normalement par ordre d'arrivée et en groupe. Elles peuvent bénéficier d'un éclusage isolé dans deux cas : si elles sont seules ou si leurs dimensions sont incompatibles avec d'autres embarcations. L’amarrage pendant l'éclusage est obligatoire, il est réalisé selon les règles de la navigation fluviale. Les délais d'attente d'éclusage ne dépassent généralement pas 20 minutes, sauf insuffisance d'eau.

## La faune et la flore
(liste non exhaustive)
Flore
On rencontre sur ses berges l’aulne glutineux ou vergne ; la flambe d'eau ou iris des marais dit aussi Iris pseudacorus ; le nénuphar blanc.
Faune
Le martin-pêcheur est fréquent, le tadorne de Belon, le geai, la poule d'eau.

## Les personnalités liées au canal
- L´ingénieur breton Joseph Abeille, (qui conçoit le premier projet en 1730, proposant de faire un canal entre Rennes et Saint-Malo par l'Ille et la Rance.
- Le comte François Joseph de Kersauzon en 1746 dans son projet démontre la nécessité économique de la liaison Vilaine-Rance.
- Le comte Pierre Marie Rosnyvinen de Piré, ancien enseigne de vaisseaux, rédige en 1783 un mémoire sur les avantages de la construction d'un réseau de canaux en Bretagne, arguant du mauvais états des routes, et des différents blocus maritimes imposés par les Anglais. Son projet apparaît sur le plan Caze de la Bove de 1783, revu en 1806.
- L'écuyer Henry Frignet, (décédé à Paris 4e & 11e Arr. le 6 nivôse an V (26 décembre 1796), ingénieur en chef des ponts et Chaussées de Bretagne, (1770-1787), lorsque la commission présente au roi Louis XVI, le 31 octobre 1784, une carte générale des projets étudiés, il fut précédemment ingénieur en chef des ponts et chaussées du comté de Bourgogne[2], (1765-1770).
- Antoine Chézy, inspecteur général des Pont-et-Chaussées pour la Bretagne qui devient en 1797, directeur de l'École des ponts et chaussées, reconnu, en tant que spécialiste de l'hydraulique, sur place le tracé du canal d'Ille-et-Rance, Joseph Liard intervint sous sa direction.
- Joseph Liard, (1747-1832), ingénieur des ponts et chaussées, dont le projet est adopté par le Conseil supérieur des ponts et chaussées le 28 décembre 1803 et auteur d'un Mémoire de M. Liard, ingénieur des ponts et chaussées de France, contenant le détail des ouvrages nécessaires pour la jonction de la Villaine avec la Rance, par les rivières de l'Isle et du Linon, réunis à la Commission de la Navigation Intérieure de Bretagne, le 15 octobre 1784.
- Nicolas Brémontier, (1738-1809), ingénieur des ponts et chaussées, proposa en 1786 un projet de canal reliant la Rance à la Vilaine par le Meu : projet qui ne fut pas retenu.
- Anfray fils, ingénieur en chef.
- François Luczot de La Thébaudais, (né en 1770 à Bain-de-Bretagne, décédé à Paris à l’âge de 74 ans), ingénieur des ponts et chaussée, précédemment en poste à Besançon, à qui est confié la mission de diriger les travaux du canal d’Ille-et-Rance. Il rejoint sa nouvelle affectation en Ille-et-Vilaine, sous les ordres de l’ingénieur en chef Anfray fils, au mois d’avril 1804. Le chantier démarre à Hédé le 12 juin 1804. Le chantier de l’échelle d’écluses de Hédé, qui dure neuf ans, est réceptionné par Luczot de La Thébaudais en octobre 1817.
- Camille-Jean Maugé[3], (né à Rennes, le 6 juin 1788 - décédé à Rennes, le 20 février 1824), polytechnicien et ingénieur des ponts et chaussées, capitaine commandeur du corps des sapeur pompiers de Rennes, dont il assura la direction et qu'il modernisa en le dotant d'une organisation fonctionnelle[4]. Originaire de Rennes, et nommé en Ille-et-Vilaine après avoir été chargé de la construction des écluses du port de Toulon, il reprit les travaux du canal en 1822 : il s’intéressa particulièrement à la conception des écluses du canal d'Ille-et-Rance, il a laissé de nombreux dessins et plans des écluses du canal[5].
- Pierre-Théodore Louïse entrepreneur de travaux publics, né à Avranches le 27/10/1782 (Archives Départementales 50 - Avranches 1782 - 5MI1801 - vue 159) et décédé à Rennes le 14 décembre 1841 (Archives Municipales de Rennes 1841 - 4E49 - vue 226 - acte 1469) a contribué largement à la construction du canal, des maisons éclusières et de l'opéra de Rennes. Il est inhumé au cimetière du Nord à Rennes, concession no 97.